# Julien Falk
Pour les articles homonymes, voir Falk.
Julien Falk (1902-1987) est un compositeur français.

## Biographie
Il fut professeur au Conservatoire de Paris et publia plusieurs ouvrages théoriques. Il eut parmi ses élèves les compositeurs Serge Gainsbourg, Demis Visvikis, Gabriel Yared, Michel Colombier, Pierre-Yves Lenik, Eric Demarsan, Richard Galliano, Raymond Gimenes, Michel Cœuriot, Ivan Jullien, Norbert Galo et Alain Goraguer, Patrick Fabert, Eric Bensoussan, Frédéric Manoukian Colette Mourey, Arnaud Mattéi, Laurent Cugny, le poète Xavier Bordes, ainsi que le musicologue Philippe Blay.

## Œuvres
- 20 études atonales
- Bourrée pour piano et violon
- Évocation pour piano et clarinette
- Quatuors composés pour le quatuor de saxophones Marcel Mule
- Quintette pour 5 trompettes
- Souvenir pour piano et violon
- Valse tristounette pour piano et violon
- Trois Symphonies

Initié en 1933 au Grand Orient de France, il est aussi l'auteur de plusieurs musiques pour des cérémonies maçonniques.

## Pensées sur l'Art
Dans la longue introduction de sa Technique de la Musique Atonale, Julien Falk écrit : « L'Art, bien sûr, est en perpétuelle évolution, et il n'est pas question de s'opposer à cette marche en avant ; on trouvera des expressions nouvelles qui se substitueront aux anciennes ; on en cherche d'ailleurs avec ardeur, mais il ne convient pas de tout bouleverser, car on risque de sortir du domaine purement musical ; c'est un grave écueil, résultat d'une hâte trop grande à faire du nouveau. Tout vient en son temps, mais surtout ne sacrifions pas la Beauté sur l'autel de la Nouveauté !!! »

## Ouvrages
- Technique complète et progressive de l'harmonie en 2 volumes (1969) [3]
- Technique du Contrepoint [3]
- Technique de la Musique Atonale [3]
- La Formation Rationnelle de l'Oreille Musicale en 5 cahiers [3]
- Précis Technique de Composition Musicale [3]